# Società Polisportiva Ars et Labor 1981-1982
Questa voce raccoglie le informazioni riguardanti la Società Polisportiva Ars et Labor nelle competizioni ufficiali della stagione 1981-1982.

## Stagione
Nella stagione di Serie B 1981-1982 c'è la conferma sulla panchina spallina di Titta Rota, un profondo rinnovamento della squadra e una dichiarata ambizione alle alte posizioni di classifica. Finirà esattamente all'opposto, con l'esonero del tecnico, ulteriori modifiche all'organico e retrocessione in Serie C1. Salgono in Serie A Verona, Pisa e Sampdoria, con la SPAL scendono in Serie C1 il Rimini, il Brescia ed il Pescara.
La SPAL sulla carta è competitiva, ma in campo si dimostra un insieme di giocatori senza coesione. In campionato la situazione si deteriora presto, con i biancazzurri che scivolano sempre più in basso. Servono a poco i rimedi del mercato autunnale e la cacciata di Titta Rota dopo l'ottava di ritorno, con l'avvento di Ugo Tomeazzi dalla primavera che inserisce in squadra alcuni giovani del vivaio. Quattro sconfitte consecutive nelle ultime quattro giornate suggellano la discesa nel terzo livello del calcio nazionale.
In Coppa Italia la Spal disputa il terzo girone di qualificazione, che promuove l'Inter ai quarti di finale, e che nel seguito vincerà il trofeo.
Il 31 dicembre 1981 muore lo storico presidente Paolo Mazza, che ha ricoperto la carica dal 1947 al 1977, lo stadio Comunale di Ferrara sarà a lui intitolato il 14 febbraio del 1982.

## Rosa
| N. |                   | Ruolo | Calciatore           |
| -- | ----------------- | ----- | -------------------- |
|    | Italia (bandiera) | D     | Massimo Albiero      |
|    | Italia (bandiera) | D     | Fabrizio Artioli     |
|    | Italia (bandiera) | A     | Alberto Bergossi     |
|    | Italia (bandiera) | A     | Luigi Capuzzo        |
|    | Italia (bandiera) | C     | Angelo Castronaro    |
|    | Italia (bandiera) | P     | Riccardo Cervellati  |
|    | Italia (bandiera) | D     | Ezio Gelain          |
|    | Italia (bandiera) | A     | Pier Luigi Giani     |
|    | Italia (bandiera) | C     | Maurizio Giovannelli |
|    | Italia (bandiera) | D     | Sergio Giovannone    |
|    | Italia (bandiera) | C     | Giovanni Koetting    |
|    | Italia (bandiera) | D     | Mauro Joriatti       |
|    | Italia (bandiera) | C     | Luciano Malaman      |
|    | Italia (bandiera) | C     | Riccardo Maritozzi   |

| N. |                   | Ruolo | Calciatore         |
| -- | ----------------- | ----- | ------------------ |
|    | Italia (bandiera) | D     | Gabriele Morganti  |
|    | Italia (bandiera) | D     | Luca Negri         |
|    | Italia (bandiera) | D     | Franco Ogliari     |
|    | Italia (bandiera) | A     | Roberto Pavani     |
|    | Italia (bandiera) | C     | Luca Pieri         |
|    | Italia (bandiera) | C     | Rosario Rampanti   |
|    | Italia (bandiera) | D     | Gian Filippo Reali |
|    | Italia (bandiera) | C     | Giorgio Redeghieri |
|    | Italia (bandiera) | A     | Costante Tivelli   |
|    | Italia (bandiera) | P     | William Vecchi     |
|    | Italia (bandiera) | C     | Claudio Venturi    |
|    | Italia (bandiera) | C     | Antonello Veronesi |
|    | Italia (bandiera) | D     | Davide Zucchini    |

## Risultati

### Serie B

#### Girone di andata
| Arbitro: | Benedetti (Roma) |

|                               |           |                                               |
| Bergossi 21’ Tivelli 29’, 41’ | Marcatori | 5’ Carnevale 73’ Bruzzone 75’ S. Trevisanello |

| Arbitro: | Bianciardi (Siena) |

|           |           |                          |
| Bigon 20’ | Marcatori | 28’ Bergossi 62’ Tivelli |

| Arbitro: | Falzier (Treviso) |

|              |           |           |
| Bergossi 32’ | Marcatori | 23’ Iorio |

| Arbitro: | Polacco (Conegliano) |

|           |           |               |
| Giani 25’ | Marcatori | 19’ Montesano |

| Arbitro: | Lanese (Messina) |

|            |           |  |
| Moscon 57’ | Marcatori |  |

| Arbitro: | Lombardo (Marsala) |

|             |           |  |
| Tivelli 73’ | Marcatori |  |

| Arbitro: | Lops (Torino) |

|                           |           |  |
| Volpati 24’ D'Ottavio 68’ | Marcatori |  |

| Ferrara 1º novembre 1981 8ª giornata | SPAL              | 0 – 0 | Pescara | Stadio Comunale\| Arbitro: \| Pirandola (Lecce) \| |
| Arbitro:                             | Pirandola (Lecce) |       |         |                                                    |

| Arbitro: | Pezzella (Frattamaggiore) |

|                 |           |                    |
| Magistrelli 61’ | Marcatori | 57’ (rig.) Tivelli |

| Ferrara 15 novembre 1981 10ª giornata | SPAL                       | 0 – 0 | Pistoiese | Stadio Comunale\| Arbitro: \| Esposito (Torre del Greco) \| |
| Arbitro:                              | Esposito (Torre del Greco) |       |           |                                                             |

| Arbitro: | Pairetto (Torino) |

|                          |           |             |
| Scanziani 12’ Zanone 79’ | Marcatori | 81’ Capuzzo |

| Ferrara 29 novembre 1981 12ª giornata | SPAL              | 0 – 0 | Verona | Stadio Comunale\| Arbitro: \| Parussini (Udine) \| |
| Arbitro:                              | Parussini (Udine) |       |        |                                                    |

| Arbitro: | Menicucci (Firenze) |

|                                              |           |             |
| G. Sartori 33’ (rig.), 56’ (rig.) Pavone 88’ | Marcatori | 69’ Tivelli |

| Arbitro: | Polacco (Conegliano) |

|                       |           |                          |
| Merli 23’ Bilardi 44’ | Marcatori | 42’ Redeghieri 65’ Giani |

| Arbitro: | Milan (Treviso) |

|          |           |  |
| Giani 5’ | Marcatori |  |

| Arbitro: | Pezzella (Frattamaggiore) |

|                                 |           |  |
| Limido 45’ Turchetta 69’ (rig.) | Marcatori |  |

| Ferrara 10 gennaio 1982 17ª giornata | SPAL              | 0 – 0 | Pisa | Stadio Comunale\| Arbitro: \| Parussini (Udine) \| |
| Arbitro:                             | Parussini (Udine) |       |      |                                                    |

| Arbitro: | Pairetto (Torino) |

|              |           |  |
| Musiello 25’ | Marcatori |  |

| Arbitro: | Leni (Perugia) |

|                    |           |  |
| Tivelli 31’ (rig.) | Marcatori |  |

#### Girone di ritorno
| Arbitro: | Lombardo (Marsala) |

|               |           |             |
| Carnevale 69’ | Marcatori | 49’ Malaman |

| Arbitro: | Milan (Treviso) |

|                            |           |                               |
| Redeghieri 31’ Malaman 51’ | Marcatori | 37’ (aut.) Reali 63’ Vagheggi |

| Arbitro: | Tonolini (Milano) |

|                  |           |  |
| Reali 23’ (aut.) | Marcatori |  |

| Arbitro: | Pirandola (Lecce) |

|                                      |           |               |
| De Stefanis 5’ G. De Rosa 74’ (rig.) | Marcatori | 4’ Redeghieri |

| Arbitro: | Magni (Bergamo) |

|                    |           |  |
| Tivelli 31’ (rig.) | Marcatori |  |

| Arbitro: | Lops (Torino) |

|                |           |  |
| Cavagnetto 48’ | Marcatori |  |

| Arbitro: | Leni (Perugia) |

|                |           |             |
| Castronaro 86’ | Marcatori | 16’ Messina |

| Arbitro: | Giaffreda (Roma) |

|                               |           |  |
| Gentilini 82’ B. Lombardi 87’ | Marcatori |  |

| Arbitro: | Altobelli (Roma) |

|                       |           |                 |
| Giani 40’ Capuzzo 53’ | Marcatori | 42’, 88’ Tacchi |

| Arbitro: | Esposito (Torre del Greco) |

|              |           |             |
| Desolati 72’ | Marcatori | 65’ Capuzzo |

| Arbitro: | Longhi (Roma) |

|  |           |                                  |
|  | Marcatori | 18’ Sella 41’ Rosi 52’ Scanziani |

| Arbitro: | Benedetti (Roma) |

|           |           |  |
| Penzo 25’ | Marcatori |  |

| Arbitro: | Leni (Perugia) |

|                    |           |  |
| Tivelli 75’ (rig.) | Marcatori |  |

| Ferrara 9 maggio 1982 33ª giornata | SPAL               | 0 – 0 | Rimini | Stadio Paolo Mazza\| Arbitro: \| Patrussi (Ravenna) \| |
| Arbitro:                           | Patrussi (Ravenna) |       |        |                                                        |

| Arbitro: | Altobelli (Roma) |

|                |           |                |
| Barlassina 56’ | Marcatori | 82’ Castronaro |

| Arbitro: | Mattei (Macerata) |

|  |           |              |
|  | Marcatori | 27’ Mastalli |

| Arbitro: | Angelelli (Terni) |

|                |           |  |
| A. Bertoni 36’ | Marcatori |  |

| Arbitro: | Redini (Pisa) |

|  |           |                   |
|  | Marcatori | 85’ Sciannimanico |

| Arbitro: | Mattei (Macerata) |

|                       |           |  |
| Frutti 52’ Vialli 80’ | Marcatori |  |

### Coppa Italia

#### Primo turno
| 23 agosto 1981 1ª giornata |  | – Turno riposo Spal |  |  |

| Pescara 26 agosto 1981 2ª giornata | Pescara                    | 0 – 0 | SPAL | Stadio Adriatico\| Arbitro: \| Esposito (Torre del Greco) \| |
| Arbitro:                           | Esposito (Torre del Greco) |       |      |                                                              |

| Arbitro: | Bergamo (Livorno) |

|           |           |           |
| Giani 16’ | Marcatori | 65’ Bagni |

| Arbitro: | Altobelli (Roma) |

|                |           |  |
| Battistini 78’ | Marcatori |  |

| Arbitro: | Tani (Livorno) |

|             |           |                                          |
| Capuzzo 87’ | Marcatori | 16’ Di Gennaro 34’ Guidolin 77’ Odorizzi |

## Statistiche

### Statistiche di squadra
| Competizione | Punti | In casa | In casa | In casa | In casa | In casa | In casa | In trasferta | In trasferta | In trasferta | In trasferta | In trasferta | In trasferta | Totale | Totale | Totale | Totale | Totale | Totale | DR  |
| Competizione | Punti | G       | V       | N       | P       | Gf      | Gs      | G            | V            | N            | P            | Gf           | Gs           | G      | V      | N      | P      | Gf     | Gs     | DR  |
| ------------ | ----- | ------- | ------- | ------- | ------- | ------- | ------- | ------------ | ------------ | ------------ | ------------ | ------------ | ------------ | ------ | ------ | ------ | ------ | ------ | ------ | --- |
| Serie B      | 28    | 19      | 5       | 11      | 3       | 15      | 15      | 19           | 1            | 5            | 13           | 11           | 28           | 38     | 6      | 16     | 16     | 26     | 43     | -17 |
| Coppa Italia | 2     | 2       | 0       | 1       | 1       | 2       | 4       | 2            | 0            | 1            | 1            | 0            | 1            | 4      | 0      | 2      | 2      | 2      | 5      | -3  |
| Totale       |       | 21      | 5       | 12      | 4       | 17      | 19      | 21           | 1            | 6            | 14           | 11           | 29           | 42     | 6      | 18     | 18     | 28     | 48     | -20 |

### Statistiche dei giocatori
| Giocatore      | Serie B  | Serie B | Serie B     | Serie B    | Coppa Italia | Coppa Italia | Coppa Italia | Coppa Italia | Totale   | Totale | Totale      | Totale     |
| Giocatore      | Presenze | Reti    | Ammonizioni | Espulsioni | Presenze     | Reti         | Ammonizioni  | Espulsioni   | Presenze | Reti   | Ammonizioni | Espulsioni |
| -------------- | -------- | ------- | ----------- | ---------- | ------------ | ------------ | ------------ | ------------ | -------- | ------ | ----------- | ---------- |
| M. Albiero     | 9        | 0       | ?           | ?          | ?            | ?            | ?            | ?            | 9+       | 0+     | ?           | ?          |
| F. Artioli     | 19       | 0       | ?           | ?          | ?            | ?            | ?            | ?            | 19+      | 0+     | ?           | ?          |
| A. Bergossi    | 35       | 3       | ?           | ?          | ?            | ?            | ?            | ?            | 35+      | 3+     | ?           | ?          |
| L. Capuzzo     | 29       | 3       | ?           | ?          | ?            | ?            | ?            | ?            | 29+      | 3+     | ?           | ?          |
| A. Castronaro  | 31       | 2       | ?           | ?          | ?            | ?            | ?            | ?            | 31+      | 2+     | ?           | ?          |
| R. Cervellati  | 5        | -6      | ?           | ?          | ?            | ?            | ?            | ?            | 5+       | -6+    | ?           | ?          |
| E. Gelain      | 7        | 0       | ?           | ?          | ?            | ?            | ?            | ?            | 7+       | 0+     | ?           | ?          |
| P. Giani       | 34       | 4       | ?           | ?          | ?            | ?            | ?            | ?            | 34+      | 4+     | ?           | ?          |
| M. Giovannelli | 7        | 0       | ?           | ?          | ?            | ?            | ?            | ?            | 7+       | 0+     | ?           | ?          |
| S. Giovannone  | 27       | 0       | ?           | ?          | ?            | ?            | ?            | ?            | 27+      | 0+     | ?           | ?          |
| G. Koetting    | 10       | 0       | ?           | ?          | ?            | ?            | ?            | ?            | 10+      | 0+     | ?           | ?          |
| M. Joriatti    | 25       | 0       | ?           | ?          | ?            | ?            | ?            | ?            | 25+      | 0+     | ?           | ?          |
| L. Malaman     | 19       | 2       | ?           | ?          | ?            | ?            | ?            | ?            | 19+      | 2+     | ?           | ?          |
| R. Maritozzi   | 24       | 0       | ?           | ?          | ?            | ?            | ?            | ?            | 24+      | 0+     | ?           | ?          |
| G. Morganti    | 7        | 0       | ?           | ?          | ?            | ?            | ?            | ?            | 7+       | 0+     | ?           | ?          |
| L. Negri       | 6        | 0       | ?           | ?          | ?            | ?            | ?            | ?            | 6+       | 0+     | ?           | ?          |
| F. Ogliari     | 1        | 0       | ?           | ?          | ?            | ?            | ?            | ?            | 1+       | 0+     | ?           | ?          |
| R. Pavani      | 3        | 0       | ?           | ?          | ?            | ?            | ?            | ?            | 3+       | 0+     | ?           | ?          |
| L. Pieri       | 6        | 0       | ?           | ?          | ?            | ?            | ?            | ?            | 6+       | 0+     | ?           | ?          |
| R. Rampanti    | 26       | 0       | ?           | ?          | ?            | ?            | ?            | ?            | 26+      | 0+     | ?           | ?          |
| G. Reali       | 35       | 0       | ?           | ?          | ?            | ?            | ?            | ?            | 35+      | 0+     | ?           | ?          |
| G. Redeghieri  | 26       | 3       | ?           | ?          | ?            | ?            | ?            | ?            | 26+      | 3+     | ?           | ?          |
| C. Tivelli     | 31       | 9       | ?           | ?          | ?            | ?            | ?            | ?            | 31+      | 9+     | ?           | ?          |
| W. Vecchi      | 33       | -37     | ?           | ?          | ?            | ?            | ?            | ?            | 33+      | -37+   | ?           | ?          |
| C. Venturi     | 15       | 0       | ?           | ?          | ?            | ?            | ?            | ?            | 15+      | 0+     | ?           | ?          |
| A. Veronesi    | 10       | 0       | ?           | ?          | ?            | ?            | ?            | ?            | 10+      | 0+     | ?           | ?          |
| D. Zucchini    | 8        | 0       | ?           | ?          | ?            | ?            | ?            | ?            | 8+       | 0+     | ?           | ?          |